# معاوية (مسلسل)
معاوية هو مسلسل تاريخي مشترك بين عدة دول عربيه عرض في شهر رمضان عام 2025، يتناول سيرة الصحابي معاوية بن أبي سفيان مؤسس الدولة الأموية في دمشق، ويستعرض المسلسل الفترة منذ ولادة معاوية ثم توليه حكم دمشق حتى وفاته، ويتخللها تولي الخليفة الأول أبو بكر الصديق الخلافة بعد وفاة النبي محمد - صلى الله عليه وسلم - حتى وفاته، ثم تولي الخليفة الثاني عمر بن الخطاب الخلافة حتى استشهاده، ثم تولي الخليفة الثالث عثمان بن عفان الخلافة حتى استشهاده، ثم تولي الخليفة الرابع علي بن أبي طالب الخلافة حتى استشهاده، ثم تولي إبنه الحسن بن علي الخلافة حتى تنازله عنها لمعاوية ابن أبي سفيان. بدأ تصوير المسلسل في يوليو/تموز 2022، ورُصدت له ميزانية ضخمة تُقدَّر بنحو 100 مليون دولار.، ليكون بذلك الأضخم إنتاجيةً في تاريخ الدراما العربية، وهو من سيناريو محمد اليساري، خالد صلاح وبشار عباس، ورؤية فنية لأحمد مدحت، وإنتاج إم بي سي استوديوز السعودية.

## جدل حول المسلسل
أثار المسلسل جدلاً واسعاً في الأوساط العربية وهو قيد التحضير، لاحتوائه ما اعتُبر موضوعاً حساساً من شأنه أن يثير نعرات طائفية عربية، وقد منعت هيئة الإعلام والاتصالات في العراق بث العمل بوصفه يحمل موضوعاً تاريخياً جدلياً قد يؤدي إلى إشعال "سجال مذهبي" في أوساط العراقيين السنة والشيعة خلال شهر رمضان، وطالبت الهيئة قناة "MBC العراق" التابعة لمجموعة MBC السعودية بعدم عرض العمل "لأنه يتضمن مواد تؤذي مشاعر مكونات النسيج الاجتماعي العراقي بفئاته الدينية والقومية".، وقد استجابت القناة لهذا التوجيه وقالت إن المسلسل لن يكون على قوائم برامجها الرمضانية، فيما أكدت أن عرض المسلسل سيتم في باقي القنوات التابعة لمجموعة MBC، بما في ذلك منصة شاهد، لكن ذلك أثار استهجان إدارة شبكة MBC التي خرجت ببيان تنفي فيه امتناع "إم بي سي العراق" عن عرض المسلسل.
وكان من المفترض عرض المسلسل في السباق الرمضاني للعام 2023، لكن مخرج العمل برر توقفه وعدم عرضه في ذلك العام بأن المسلسل يحمل الكثير من المشاهد القوية التي أحدثت صعوبة بالتصوير. بعدها قالت إدارة شبكة MBC إن المسلسل لا يزال قيد التحضير وسيُعلن عن موعد عرضه بمجرد أن يصبح جاهزاً، وجاء هذا التصريح مزامناً للجدل الذي صاحب تصوير العمل وشائعات توقف ومنع عرضه نهائياً. كما لم يتم عرض المسلسل في الموسم الرمضاني للعام اللاحق 2024.

## التصوير والممثلون
شهدت تونس تصوير العمل في عدد من المناطق، وقد استحوذت استوديوهات مدينة الحمامات التونسية (استوديوهات cartago فيلم) على معظم مشاهد المسلسل، إضافة إلى عدد من المناطق الأخرى مثل شمال وجنوب البلاد في مدن المهدية والمنستير والنفيضة وغيرها.
ويشارك في العمل الضخم عدد كبير من الممثلين السعوديين والسوريين والتونسيين والمصريين والأردنيين، واختير في البداية الفنان الفلسطيني علي سليمان ليجسد شخصية معاوية، إلا أنه انسحب من المسلسل ليتم استبداله بالممثل السوري لجين إسماعيل. لكن وسائل الإعلام أكدت أنه تم الاستغناء عن "علي سليمان" من قبل القائمين على المسلسل رغم تحمسهم له في البداية، وكان الاستغناء لعدم إجادته اللغة العربية إجادة تامة، وهو ما جعلهم يجدون صعوبة شديدة معه في الأيام الأولى للتصوير.
وفي البطولة، بالإضافة إلى "لجين إسماعيل"، يلعب الفنان الأردني إياد نصار شخصية الإمام علي بن أبي طالب، والفنان السوري وائل شرف بشخصية عمرو بن العاص، والفنانة التونسية سهير بن عمارة بشخصية هند بنت عتبة والدة معاوية. كما يشارك في المسلسل العديد من الممثلين منهم:

#### من الأردن
- صبا مبارك
- إياد نصار

#### من سوريا
- لجين إسماعيل
- أيمن زيدان.
- سامر المصري.
- يزن خليل.
- ميسون أبو أسعد.
- فادي صبيح
- وائل شرف
- مجد مشرف

#### من السعودية
- راشد الشمراني.
- محمد بخش.
- نزار السليماني
- عبدالعزيز السكيرين
- نايف الظفيري (بدور الحسن بن علي)
- راكان عبدالواحد (بدور زياد ابن أبيه)

#### من مصر
- أسماء جلال.
- سوسن بدر.
- أحمد بدير
- اشرف عبد الغفور
- محمد دسوقي

#### من تونس
- عائشة بن أحمد.
- جميلة الشيحي.
- خالد هويسة.
- محمد قريع.
- مراد الغرسلي.
- أمير الدريدي.
- أميرة الدرويش.
- طارق المناعي.
- خالد حمام.
- حكيم بلكحلة.
- محمد مراد.
- منصف العجنقي.
- هادي الماجري.
- ياسين بن قمرة.
- عبد القادر بن سعيد.